# Вырбица (Врачанская область)
Вырбица (болг. Върбица) — село в Болгарии. Находится в Врачанской области, входит в общину Враца. Население составляет 487 человек.

## Политическая ситуация
В местном кметстве Вырбица, в состав которого входит Вырбица, должность кмета (старосты) исполняет Красимир Вылчев Цеков (Национальное движение «Симеон Второй» (НДСВ)) по результатам выборов.
Кмет (мэр) общины Враца — Тотю Младенов Младенов (Граждане за европейское развитие Болгарии (ГЕРБ)) по результатам выборов.

## Известные уроженцы, жители
Химирски, Красин — болгарский дипломат, филолог-американист, индонезист и поэт.